# 桤木
桤木是桦木科桤木属的植物，为中国特有的植物。古文作“机”（非“機”的簡化字，揚雄的《蜀都賦》有「春机楊柳」句）。

## 形态
落叶乔木；长椭圆形叶子，边缘有稀疏锯齿；春季开花，雌雄同株，柔荑花序单生于新枝叶腋；果穗悬垂，构造略同赤杨。

## 分布
分布于中国大陆的四川、江苏、陕西、甘肃、贵州等地，生长于海拔500米至3,000米的地区，常生于山坡或岸边的林中，目前尚未由人工引种栽培。